# Built to Last (album de HammerFall)
Albums de HammerFall
(r)Evolution
(2014) Dominion
(2019)
Built to Last est le dixième album studio du groupe suédois de power metal HammerFall sorti le 4 novembre 2016 en Europe sur le label Napalm Records.

## Liste des pistes
| No  | Titre             | Auteur | Durée |
| --- | ----------------- | ------ | ----- |
| 1.  | Bring It!         |        | 4:18  |
| 2.  | Hammer High       |        | 4:37  |
| 3.  | The Sacred Vow    |        | 5:10  |
| 4.  | Dethrone And Defy |        | 4:11  |
| 5.  | Twilight Princess |        | 5:03  |
| 6.  | Stormbreaker      |        | 4:51  |
| 7.  | Built To Last     |        | 3:52  |
| 8.  | The Star Of Home  |        | 4:47  |
| 9.  | New Breed         |        | 5:02  |
| 10. | Second To None    |        | 5:29  |